# Danger Slopes
Die Danger Slopes (frei übersetzt: Gefahrensteilhänge) sind ein Eishang auf der antarktischen Ross-Insel. Dieser befindet sich unmittelbar südlich des Knob Point auf der Westseite der Hut-Point-Halbinsel. Er endet senkrecht in der Erebus Bay.
Teilnehmer der Discovery-Expedition (1901–1904) unter der Leitung des britischen Polarforschers Robert Falcon Scott nahmen die deskriptive Benennung vor, nachdem hier am 11. März 1902 der Matrose George Vince (1879–1902) in profillosen Pelzstiefeln den Halt verlor und beim Sturz ins Meer spurlos verschwand.